# Star Trek Generations: Beyond the Nexus
Star Trek Generations: Beyond the Nexus est un jeu vidéo d'action développé et édité par Absolute Entertainment, sorti en 1994 sur Game Boy et Game Gear.

## Accueil
- Consoles + : 80 % (GB)[1]